# Chalupáři
Chalupáři jsou jedenáctidílný československý komediální televizní seriál z roku 1975 režiséra Františka Filipa s Josefem Kemrem a Jiřím Sovákem v hlavních rolích. Děj se odehrává převážně ve vesnici Třešňová, kterou představovala středočeská obec Višňová, natáčelo se také v Praze. Úvodní píseň „Když máš v chalupě orchestrion“ nazpíval Waldemar Matuška.
Premiéra prvního dílu (v neděli 23. listopadu 1975) patří mezi nejsledovanější premiéry v historii československých seriálů, sledovalo ji 93 % populace ve věku od 15 do 70 let.
21. června 2014 se v obci Višňová u Příbrami konala oslava k 40. výročí natáčení seriálu. Místa natáčení zde připomínají informační tabule.

## Herecké obsazení
- Jiří Sovák – Evžen Huml
- Josef Kemr – Bohouš Císař
- Jana Hlaváčová – Jarča Krbcová, Humlova dcera
- Josef Vinklář – Alois Krbec alias Siola, Humlův zeť
- Jiří Schmitzer – Slávek Krbec, Humlův vnuk
- Jiřina Bohdalová – Dáša Fuchsová
- Ilja Prachař – Antonín Balabán, Bohoušův kamarád, později manžel Dáši Fuchsové
- Josef Větrovec – Karel Mrázek, předseda JZD + jeho dvojče Mrázek, pražský taxikář (dvojrole)
- Božena Böhmová – Mrázková
- Mahulena Bočanová – Miluška Mrázková, dcera Mrázkových
- František Filipovský – Lojza Klásek, Humlův pražský kamarád
- Josef Hlinomaz – Makovec
- Nina Popelíková – Makovcová
- Hana Maciuchová – Vlastička Makovcová, později manželka Slávka Krbce
- Josef Beyvl – Brabec
- Stella Zázvorková – Brabcová
- Václav Sloup – Láďa Brabec, účetní v JZD
- Jaroslav Moučka – Karel Voborník, zootechnik v JZD
- Věra Tichánková – Marie Voborníková
- Vladimír Menšík – Tonda Čihák, řidič autobusu
- Gabriela Vránová – Anička Čiháková
- Otto Lackovič – Fero
- Luba Skořepová – Aranka
- Boleslav Skalski – Pišta, syn Fera a Aranky
- Růžena Lysenková – Marie Bláhová, pošťačka
- Josef Čáp – Pepa Bláha
- Pavel Spálený – Standa, hostinský
- Blanka Vikusová – hostinská
- Alena Vránová – Míla Jeřábková
- Jiří Adamíra – MUDr. Jiří Motl, přítel Míly Jeřábkové
- Věra Koktová – prodavačka v konzumu
- Čestmír Řanda – Kolinek, Čechoameričan
- Josef Bek – televizní redaktor
- Mirko Musil – elektrikář
- Vlastimil Hašek – příslušník VB v Třešňové
- Zdeněk Braunschläger – příslušník VB v Třešňové
- Jan Pohan – příslušník VB
- Karel Urbánek – příslušník VB
- Petr Kostka – iluzionista
- Carmen Mayerová – Marion, iluzionistovo médium
- Vítězslav Černý – muž na čerpací stanici
- Robert Vrchota – prodavač v rybářských potřebách
- Jiří Lír – prodavač v hudebninách
- Václav Lohniský – Burian, pražský příslušník VB
- Darja Hajská – žena v pražském paneláku
- Josef Patočka – Humlův pražský lékař
- Lída Roubíková – žena s uhlím
- Jan Teplý – muž skládající uhlí
- Ladislav Frej – obsluha čerpací stanice

## Seznam epizod
Seriál má 11 dílů:
1. Chudák dědeček – bývalý inventurní kontrolor v invalidním důchodu Evžen Huml (Jiří Sovák) je po návratu z lázní rodinou dcery „odsunut“ z Prahy do klidného prostředí vesničky Třešňová, kde koupí chalupu i s nájemníkem a spolubydlícím Bohoušem (Josef Kemr). Premiéra 23. listopadu 1975[6]
2. Kapr – předseda Mrázek informuje Bohouše o prodeji chalupy a ten se setkává s novým majitelem, s nímž už se poznal v předchozím dílu při jednom z jeho konfliktů. Probíhá stěhování a poprvé se objevuje na scéně i třetí hlavní postava seriálu – sousedka Dáša Fuchsová (Jiřina Bohdalová). Premiéra 30. listopadu 1975[7]
3. Operace – Dáša uspořádá pro Bohouše s Evženem jitrnicový večírek. V její chalupě je přitom na letním bytě paní Míla z Prahy, za níž dojíždí milenec MUDr. Motl, kterého Bohouš objeví a považuje za zloděje. Premiéra 7. prosince 1975[8]
4. Sokové – rozvedená žádoucí čtyřicátnice Dáša znovu rozjitří už zdánlivě usazené vztahy obou spolubydlících, když v nich probudí touhy a soupeření. Premiéra 11. prosince 1975[8]
5. Zasloužilý všeumělec – Bohouš zachránil kuřecí líheň místního JZD a vesnice pro něj tajně chystá ocenění „zasloužilým všeumělcem“ a s tím spojenou oslavu na hasičském plese. Premiéra 14. prosince 1975[9]
6. Smírčí soudce – zatímco Evžen Huml v roli amatérského detektiva úspěšně vyřeší případ krádeže v místním JZD, Bohouš diplomaticky řeší jiný konflikt. Premiéra 18. prosince 1975[9]
7. Romeo z autobusu – během autobusového zájezdu do pražského Národního divadla sukničkářský řidič (Vladimír Menšík) svádí jednu z cestujících, zatímco se Evžen s Bohoušem ujímají jeho manželky Aničky Čihákové, zanechané napospas osudu. Premiéra 21. prosince 1975[10]
8. Režisér – Bohouš je režisérem divadelní hry, kterou nacvičují obyvatelé Třešňové s náhle atraktivní Aničkou Čihákovou v hlavní roli. Žárlivý manžel ztropí scénu a po vesnici se roznesou pomluvy, kvůli nimž se Dáša urazí a nechce se už s oběma staromládeneckými spolubydlícími přátelit. Premiéra 23. prosince 1975[10]
9. Náhradník – zatímco Bohouš odjíždí na fingovaný pohřeb kamaráda z montáží Toníka Balabána (Ilja Prachař), o nemocného Evžena pečuje Dáša Fuchsová, která jej málem zláká do manželství. Premiéra 25. prosince 1975[10]
10. Kapřín – jako Evženův a Bohoušův plán na zatraktivnění rybníka se u něj začíná stavět rybářská bašta. Vesničanům pomáhá i Balabán, kterého Bohouš přivedl a kolem něhož se začíná "motat" Fuchsová. Premiéra 28. prosince 1975[10]
11. Svatba – Dáša Fuchsová se vdává a ačkoli Evžen s Bohoušem zpočátku žárlí, nakonec si uvědomují výhody svého staromládeneckého života. Nečekaně se žení zároveň i Humlův vnuk Slávek (Jiří Schmitzer). Premiéra 31. prosince 1975[11]

## Zajímavosti
- Úvodní píseň byla po emigraci Waldemara Matušky nahrazena orchestrální verzí a jméno zpěváka bylo z titulků odstraněno.[12] Po sametové revoluci byl seriál znovu vysílán s Matuškovou zpívanou verzí.